# Bon Secour

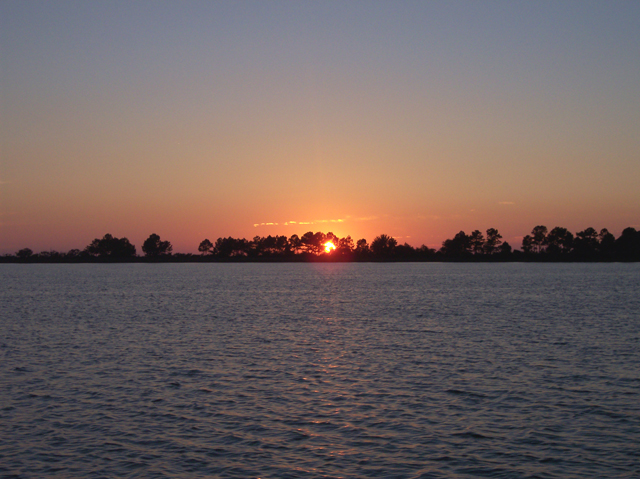
Vista a oeste sobre a Baía de Bon Secour.

Bon Secour é uma comunidade não incorporada localizada no condado de Baldwin, no estado norte-americano do Alabama.